# Delia Muñoz
Delia Muñoz Muñoz es una abogada y política peruana. Se desempeñó como ministra de Justicia y Derechos Humanos durante el gobierno de Manuel Merino.

## Biografía
Es abogada por la Pontificia Universidad Católica del Perú. Cuenta con el grado de Magíster en Servicio Internacional por The American University, Estados Unidos.
Durante el segundo gobierno de Alan García fue defensora del Estado como procuradora pública especializada supranacional en 2009 y 2011. Entre 2016 y 2017, se desempeñó como jefa del Gabinete de Asesores de la Defensoría del Pueblo.
En 2013, fue consultora de la Superintendencia Nacional de Fiscalización Laboral (Sunafil), del Ministerio de Trabajo y Promoción del Empleo. Asimismo, del 2000 al 2002, fue jefa del Gabinete de Asesores y primera Secretaria Técnica del Consejo Nacional de Trabajo.
En 2007 y 2008, ha sido agregada legal de Perú ante la Organización de los Estados Americanos (OEA).
Se desempeñó como coordinadora de la Maestría en Solución de Conflictos de la Universidad de San Martín de Porres. Es asociada en la web del estudio de abogados Amprimo, Flury, Barboza & Rodríguez.
Fue candidata al Tribunal Constitucional en 2019 sin lograr tener éxito.

### Ministra de Justicia
El 12 de noviembre del 2020, Muñoz fue nombrada como ministra de Justicia y Derechos Humanos por el presidente Manuel Merino en el gabinete ministerial presidido por Ántero Flores-Aráoz.
En su gestión, se cuestionó sobre una presunta presión de renuncia al procurador Daniel Soria con el fin de replantear la estrategia del Estado respecto de la demanda competencial sobre la vacancia ante el Tribunal Constitucional.
Se mantuvo en el cargo hasta que el 17 de noviembre del mismo año, presentó su renuncia junto a todo el gabinete ministerial debido a las marchas contra el régimen de Merino. Fue reemplazada en el cargo por el ex-defensor del pueblo Eduardo Vega Luna
En marzo del 2023, Muñoz fue propuesta por la bancada de Fuerza Popular como su candidata a la Defensoría del Pueblo, la cual no logró obtener éxito en la elección.